# Никольский, Андрей Юрьевич
Андре́й Ю́рьевич Нико́льский (род. 23 декабря 1951, Москва) — советский и российский поэт, композитор, исполнитель собственных песен. Народный артист Российской Федерации (2007). В его исполнении звучат: старинный романс, казачья и цыганская песня, лирические композиции, песни о родине, о природе. Написано около 350 романсов и песен.

## Биография
Народный артист России, Андрей Юрьевич Никольский, родился 27 декабря 1951 года в Москве, в семье служащих. Мать, Валентина Артемовна, была домохозяйкой, отец Юрий Иванович, возглавлял крупное производство и учил сына чувствовать всю красоту русской песни и глубину поэзии. Семья Никольских жила в доме № 19 на Кутузовском проспекте (там сейчас расположился театр моды В. Юдашкина). Окончил школу № 711. получил домашнее образование по классу фортепиано, профессионально владеет семиструнной гитарой. Прошёл срочную службу в войсках МВД СССР. В браке, имеет сына и дочь. С детских лет Андрей Никольский увлекался песнями Петра Лещенко, Александра Вертинского, Алеши Димитриевича и других русских исполнителей — эмигрантов. Активно сочинять песни стал после службы в армии, предпочтение отдает написанию стихотворений. Приоритеты в поэзии — русская классика, прежде всего Лермонтов, Некрасов, Есенин.

### Образование
Закончил Московский институт народного хозяйства им. Г. В. Плеханова, затем — Всесоюзная Академия Внешней Торговли МВТ СССР и пятнадцать лет работал в системе Внешторга.

### Начало музыкальной жизни
Впервые об Андрее Никольском заговорили после исполнения песен «Старинная Москва», в исполнении Льва Лещенко, «Ах, как жаль», в исполнении Ирины Мирошниченко, «Играй гитара», в исполнении Михаила Шуфутинского. Широкое признание обретают такие песни, как «Мы в бой идем не для наград», «Ах, как жаль», «Васильковая поляна», «Дуся», «Волчица», «Люстры старинного зала», и ряд других, Андрей Никольский решает начать собственную сольную карьеру. Первый авторский вечер состоялся в 1995 г. в Государственном Театре Эстрады. С того момента, музыкант стал активно выступать на разных площадках страны, в том числе принимал участие в правительственных концертах. Является лауреатом премии МВД России, лауреатом песни года (с песней «Старинная Москва») и лауреатом многих других премий.

## Репертуар
Песни, написанные Андреем Юрьевичем Никольским, исполняют известные артисты и коллективы российской эстрады: Иосиф Кобзон — «Люстра старинного зала», Ирина Мирошниченко — «Коренная москвичка», Лев Лещенко — «Тройку серых», Михаил Шуфутинский — «Белый аист», «Что там вдали», Филипп Киркоров — «Я поднимаю свой бокал», Сергей Захаров — «Тайна», Григорий Лепс — «Луч», Стелла Джанни — «Милан и ночь», Слава Медяник — «Андрюша, пой», Алексей Чумаков — «Ты скажи», Александр Панайотов «Я не могу, тебя забыть», Академический ансамбль песни и пляски внутренних войск МВД России — «Мы в бой идем, не для наград…», «Россия», Кубанский казачий хор — «Сотник», «Ты прости меня родная..», Ансамбль донских казаков им. А. Н. Квасова — «Дон», «Мой дед казак», «Сынок Григорий», Ансамбль русских народных инструментов «Русские узоры» — «Тонет в сиреневом свете», Государственный академический русский народный ансамбль «Россия» имени Л. Г. Зыкиной (Ансамбль «Россия») — «Старый Атаман» и многие другие. 

В 1996 году Владимир Винокур записал диск «Пою своим голосом. Песни Андрея Никольского».

### Дискография
Авторские диски
- 1984 — Ненужные слова
- 1986 — Первый альбом
- 1986 — Свои песни исполняет Андрей Никольский
- 1986 — Что там вдали (концерт в Питере)
- 1987 — Второй альбом
- 1987 — Снег кружится над тобою
- 1987 — Я тебя одну люблю
- 1988 — Третий концерт
- 1990 — Пятый альбом. Хулиган с Покровки
- 1991 — Хочу в Америку
- 1992 — Лирические песни и романсы
- 1994 — Нежный плен
- 1994 — Пой Андрюша
- 1995 — Завтра
- 1996 — Песни спетые сердцем
- 1997 — Дуся
- 1999 — Серая тройка
- 1999 — Сотник
- 2007 — Волчица
- 2009 — Я мечтаю
- 2010 — Грустное окно

Официальная дискография- 4 виниловых альбома.
Все лучшие песни, а также стихи, ранее неизвестные публике, вошли в книжный сборник «Четыре времени сердца».
Избранные песни из репертуара
1. «Старинная Москва»
2. «Ах, как жаль»
3. «Играй, гитара»
4. «Мы в бой идем не для наград»
5. «Васильковая поляна»
6. «Дуся»
7. «Волчица»
8. «Люстры старинного зала»
9. Мираж
10. Сон в декабре
11. Отцвела в саду сирень
12. Я поднимаю свой бокал
13. Марево
14. Сандуны

## Награды и звания
- Орден Почёта (30 ноября 2011 года) — за большие заслуги в развитии отечественной культуры и искусства, многолетнюю плодотворную деятельность[2].
- Народный артист Российской Федерации (9 мая 2007 года) — за большие заслуги в области искусства[3].
- Офицерский патент № 10 от 21.04.2008 г. звание полковника казачьих войск.
- Грамота президента РФ за большой личный вклад в развитие культуры и образования (06.05.2006 г.).
- Орден за заслуги перед казачеством 3-й степени.
- Орден академии культуры и искусств.
- Орден за вклад в культуру России.